# Pancovia
Pancovia là một chi rêu trong họ Sapindaceae.